# Acalolepta scotti
Acalolepta scotti là một loài bọ cánh cứng trong họ Cerambycidae.